# Asjtarak
Asjtarak (armeniska Աշտարակ) är en stad i Aragatsotnprovinsen i Armenien, i den centrala delen av landet, 18 km nordväst om huvudstaden Jerevan.